# Odsherreds Museum
Odserred Museum er et kulturhistorisk museum, der ligger ud til Isefjorden lidt syd for Nykøbing Sjælland i Odsherred. Museet er en del af Museum Vestsjælland.
Museets faste udstilling omhandler oldtiden og tager udgangspunkt i Solvognen, der blev fundet ca. 8 km fra museet (udstillet på Nationalmuseet) og bronzealdererens fascination af solen med arkæologiske fund fra lokalområdet.
Udendørs har muset Hjertehuset, der er et type-sommerhus fra 1940'erne med komplet interiør, der fortæller om områdets udvikling til et af landets største sommerhusområder.